# 九州横断新幹線

九州横断新幹線の大まかな計画ルートを示した図

九州横断新幹線（きゅうしゅうおうだんしんかんせん）は、大分県大分市から熊本県熊本市に至る新幹線の基本計画路線である。

## 概要
1973年（昭和48年）11月15日の昭和48年運輸省告示第466号によって、建設を開始すべき新幹線鉄道の路線を定める基本計画に追加された。
ルートは未定であるものの、延長は約120kmとされており、同じく大分市と熊本市を結ぶ在来線である豊肥本線の総延長148.0kmを2割程度下回るルートが想定されている。
始点の大分市では、同じく基本計画路線である東九州新幹線及び四国新幹線との接続が予定されている。特に、本線と四国新幹線とはともに、大阪から四国を経て九州を結ぶ太平洋新国土軸構想の基幹となる高速鉄道として位置付けられている。ただし、相互乗り入れなどの具体的な計画は未定である。
基本計画が決定されたのは高度経済成長期であったが、その後のオイルショックや国鉄の経営悪化などの状況変化のため、工事のために必要な調査さえ行われておらず、着工の目処は立っていない。

### 計画沿線の交通インフラ
- 豊肥本線 - 在来線。肥後大津駅 - 熊本駅間が電化。2016年の熊本地震により肥後大津駅 - 阿蘇駅が長期不通であったが、2020年8月8日に全線再開[3]。
- 中九州横断道路 - 地域高規格道路
- 特急バス - やまびこ号